# Metso Outotec
Metso Outotec — финская публичная компания, основанная в результате объединения Outotec и Metso в 2020 году.
Компания специализируется на предоставлении технологий, оборудования и услуг для горнодобывающей, перерабатывающей и металлообрабатывающей промышленности. Совокупная выручка Metso и Outotec за 2019 год составила 4,2 млрд евро.
Европейская комиссия разрешила слияние Metso и Outotec 13 мая 2020 года, слияние было зарегистрировано 30 июня 2020.

## История
Metso Outotec начала свою деятельность 1 июля 2020 года. Пекка Ваурамо стал генеральным директором компании и заявил, что компания стремится к синергии с помощью более 300 различных мер.
В октябре 2020 года Metso Outotec объявила о 254 увольнениях.
К концу 2021 года Metso Outotec повысила свою цель годовой синергии затрат до 120 миллионов евро. Синергия от чистых продаж достигла 150 миллионов евро в год. У компании было 190 торговых точек, при этом 40 из них должны были закрываться.

### Руководство
Президент и генеральный директор Metso Пекка Ваурамо стал президентом и генеральным директором компании. Микаэль Лилиус, бывший председатель правления Metso, является председателем правления, а Матти Алахухта, бывший председатель правления Outotec, занял должность заместителя председателя правления. В компании работает в общей сложности более 15 000 человек в 50 странах.

## Проекты
В конце 2020 года Metso Outoteс заключила ряд договоров на поставку оборудования для нескольких объектов в России, включая договоры с Норильским никелем на оборудование по рудоподготовке для проекта реконструкции Талнахской обогатительной фабрики и модернизацию плавильной линии на Надеждинском металлургическом заводе, поставку оборудования для цинкового завода в г. Верхний Уфалей, поставку оборудования для медной обогатительной фабрики.